# Карты Зенера

Карты Зенера

Карты Зе́нера, Зенеровские карты — колода карт с пятью рисунками (круг, крест, три волнистые линии, квадрат, пятиконечная звезда), предложенная в 1930-х годах психологом Карлом Зенером (англ. Karl Edward Zener) для изучения паранормальных форм восприятия или способностей человека, например ясновидения.

## История возникновения
На первых этапах для проведения так называемых исследований использовалась обыкновенная игральная колода. Однако, у этого метода было множество недостатков. Например, для того, чтобы верно ответить, какая выпала карта, нужно было не только правильно назвать масть, но и её достоинство. Это в свою очередь означало, что шансы на верный ответ были очень невелики. Другая проблема заключалась в том, что испытуемые часто отдавали предпочтение какой-то одной карте, масти, или достоинству, и «предсказывали» выпадение именно этой карты, что сбивало эксперимент.
Чтобы избежать описанных выше недостатков, Карл Зенер предложил использовать свою колоду. В ней всего 25 карт, пять карт каждой разновидности: круг (одна сомкнутая линия), крест (две перекрещенные линии), три волнистые линии, квадрат (четыре линии), пятиконечная звезда.

## Экспериментальное использование
При проведении опыта экспериментатор использует хорошо перетасованную колоду, вытягивает одну из карт, записывая ответ подопытного. Тестируемый должен правильно определить символ, изображённый на отобранной карте. Эксперимент продолжается до тех пор, пока не закончится колода.
Часто при проведении присутствует сторонний наблюдатель, который следит за чистотой эксперимента. Иногда тестируемый может быть помещён в отдельную комнату, чтобы предотвратить возможные преднамеренные или непреднамеренные подсказки со стороны проводящего испытание.
Если при проведении эксперимента результат (верно/неверно) сообщается испытуемому непосредственно после ответа, существует вероятность использования им метода «карточного подсчёта». При использовании этой стратегии, человек просчитывает вероятность выпадения той или иной карты, используя информацию о уже выпавших комбинациях. Также на точность эксперимента может повлиять плохо перетасованная колода.
На сегодняшний день разработаны онлайн-версии карт Зенера.

## Толкование результатов теста
В качестве нулевой выбрали гипотезу, считающую, что в том случае, если карты из колоды выпадают абсолютно случайным образом, человек, не обладающий никакими паранормальными способностями, угадает верно примерно 20 % колоды (каждую пятую карту). Предполагается, что чем выше процент угаданных карт, тем большая вероятность того, что испытуемый обладает «особыми» способностями.